# Liste des sites Natura 2000 de Lot-et-Garonne
Cet article recense les sites Natura 2000 de Lot-et-Garonne, en France.

## Statistiques
Le Lot-et-Garonne compte 15 sites classés Natura 2000. Tous bénéficient d'un classement comme site d'intérêt communautaire (SIC), aucun comme zone de protection spéciale (ZPS).

## Liste
| Site                                           | Type | Superficie (ha) | Fiche     | Coordonnées                        | Photo |
| ---------------------------------------------- | ---- | --------------- | --------- | ---------------------------------- | ----- |
| Boudouyssou                                    | SIC  | +0236,          | FR7200737 | 44° 23′ 43″ nord, 0° 58′ 53″ est   |       |
| Carrières de Lafox                             | SIC  | +0002,          | FR7200799 | 44° 10′ 40″ nord, 0° 42′ 27″ est   |       |
| Caves de Nerac                                 | SIC  | +0002,          | FR7200800 | 44° 08′ 08″ nord, 0° 20′ 03″ est   |       |
| Coteaux du Boudouyssou et plateau de Lascrozes | SIC  | +1 128,         | FR7200733 | 44° 22′ 33″ nord, 0° 57′ 50″ est   |       |
| Coteaux du Ruisseau des Gascons                | SIC  | +0214,          | FR7200736 | 44° 10′ 04″ nord, 0° 49′ 35″ est   |       |
| Coteaux de Thézac et de Montayral              | SIC  | +0438,          | FR7200732 | 44° 27′ 18″ nord, 1° 00′ 16″ est   |       |
| Coteaux de la vallée de la Lemance             | SIC  | +0208,          | FR7200729 | 44° 34′ 47″ nord, 0° 57′ 42″ est   |       |
| Garonne                                        | SIC  | +5 626,         | FR7200700 | 44° 34′ 44″ nord, 0° 02′ 25″ ouest |       |
| Gélise                                         | SIC  | +3 815,         | FR7200741 | 44° 02′ 15″ nord, 0° 11′ 42″ est   |       |
| Ourbise                                        | SIC  | +0377,          | FR7200738 | 44° 23′ 00″ nord, 0° 16′ 37″ est   |       |
| Réseau hydrographique du Dropt                 | SIC  | +2 450,         | FR7200692 | 44° 39′ 10″ nord, 0° 05′ 13″ est   |       |
| Réseau hydrographique du Lisos                 | SIC  | +0400,          | FR7200695 | 44° 28′ 09″ nord, 0° 00′ 40″ ouest |       |
| Site du Griffoul, confluence de l'Automne      | SIC  | +0010,          | FR7200798 | 44° 23′ 25″ nord, 0° 33′ 23″ est   |       |
| Vallée de l'Avance                             | SIC  | +0191,          | FR7200739 | 44° 15′ 29″ nord, 0° 05′ 41″ est   |       |
| Vallée du Ciron                                | SIC  | +3 637,         | FR7200693 | 44° 22′ 32″ nord, 0° 16′ 36″ ouest |       |